# Haika
Haika (del euskera, levantarse, ponerse en pie) fue una organización juvenil socialista abertzale que actuaba en la zona geográfica considerada por el nacionalismo vasco como Euskal Herria. Fue ilegalizada en España, no así en Francia.
Fue creada en el año 2000 tras la fusión de Jarrai con Gazteriak. Ambas organizaciones asumían un papel referencial en el ámbito juvenil nacionalista vasco de izquierdas de Euskal Herria (Jarrai en la zona española y Gazteriak en la francesa), con una militancia fuertemente cohesionada en ambos casos, si bien Gazteriak se había socializado políticamente al margen de las diferencias históricas del movimiento abertzale.
El juez Baltasar Garzón consideró en 2001 la organización como cantera de militantes de Euskadi Ta Askatasuna (ETA) y parte de la estructura de la misma, por lo que fue ilegalizada. Su continuadora fue Segi, también ilegalizada en España y no en Francia.
El 19 de enero de 2007, el Tribunal Supremo la declaró «organización terrorista» vinculada a ETA, corrigiendo la sentencia de la Audiencia Nacional de junio de 2005 que había considerado a la organización y sus miembros como «asociación ilícita».
El 4 de febrero de 2007 se entregaron a la Ertzaintza 18 de los 19 miembros de Jarrai, Haika y Segi que estaban prófugos de la justicia desde la declaración del Tribunal Supremo, después de un acto celebrado en el Frontón de la Esperanza de Bilbao.